# Anisoptera reticulata
Espèce
Classification phylogénétique
Statut de conservation UICN

 EN  : En danger
 Anisoptera reticulata est un grand arbre sempervirent de Bornéo, appartenant à la famille des Diptérocarpacées.

## Répartition
Forêts mixtes à diptérocarps du Sarawak, Sabah et Brunei.

## Préservation
Menacé par la déforestation.